# Valdivia (Antioquia)
Pour les articles homonymes, voir Valdivia (homonymie).
Valdivia est une municipalité située dans le département d'Antioquia, en Colombie.